# Sukanagara (Jatinagara)
Sukanagara is een bestuurslaag in het regentschap Ciamis van de provincie West-Java, Indonesië. Sukanagara telt 3215 inwoners (volkstelling 2010).